# Klodiana Shala
Klodiana Shala, född 22 augusti 1979, är en albansk friidrottare. Hon deltog vid olympiska sommarspelen 2000, olympiska sommarspelen 2004 och olympiska sommarspelen 2008.